# گوگلیلمو باچی
گوگلیلمو باچی (انگلیسی: Guglielmo Bacci؛ زادهٔ ۱۵ آوریل ۱۹۵۵) بازیکن فوتبال اهل ایتالیا است.
از باشگاه‌هایی که در آن بازی کرده‌است می‌توان به باشگاه فوتبال پروجا، باشگاه فوتبال آ.اس. رم، باشگاه فوتبال اودینزه، باشگاه فوتبال رجانا، باشگاه فوتبال ویچنزا، و باشگاه فوتبال ترنانا اشاره کرد.